# گورستان پهلوان زمین
گورستان پهلوان زمین در شهرستان رودسر، بخش رحیم آباد، جنوب شرقی تکامجان واقع شده و این اثر در تاریخ ۲۷ بهمن ۱۳۸۲ با شمارهٔ ثبت ۱۰۹۸۲ به‌عنوان یکی از آثار ملی ایران به ثبت رسیده است.